# European Rugby Continental Shield 2017-2018
Continental Shield 2017-18 fu la 2ª edizione dell’European Rugby Continental Shield, terzo torneo stagionale per club di rugby a 15 per rango.
Organizzata da European Professional Club Rugby, Federazione Italiana Rugby e Rugby Europe, espresse due qualificate alla Challenge Cup 2018-19 e si tenne dal 14 ottobre 2017 al 12 maggio 2018.
A qualificarsi per la finale furono la squadra campione uscente dell'Enisej-STM e la tedesca Heidelberg RK.
Ad aggiudicarsi il titolo fu il club russo, che confermò così la vittoria dell'anno prima ma fu l'unica delle due finaliste ad accedere alla Challenge Cup perché il board di European Professional Club Rugby sancì l'inidoneità dell'Heidelberg RK a disputare tale competizione in quanto vi figurava già lo Stade français di Parigi, dal 2017 di proprietà dell'imprenditore svizzero Hans-Peter Wild.
Al posto della formazione tedesca si qualificò il club rumeno del Timişoara, miglior semifinalista.

## Formato
Al torneo di qualificazione si presentarono 10 squadre così suddivise:
1. le prime 4 classificate dell'Eccellenza 2016-17;
2. la squadra campione di Germania;
3. la squadra campione del Georgia;
4. la squadra campione di Portogallo;
5. la squadra campione di Romania;
6. le due finaliste dell'edizione precedente, ammesse direttamente in semifinale.

Le squadre di cui ai punti 1., 2. e 3. furono divise in due gironi, e ognuna di esse giocò tre partite di andata e ritorno contro le tre squadre del girone opposto.
Le prime due classificate di ogni girone si incontrano per i quarti di finale e, a seguire, la semifinale, entrambe in gare andata e ritorno; nell'altra semifinale si incontrano le due finaliste dell'edizione precedente, anch'esse in gara di andata e ritorno.
Le due semifinaliste vincitrici accedettero alla Challenge Cup 2018-19 e si incontrarono in finale, in gara unica, che si tenne a Getxo nell'area della città spagnola di Bilbao, in cui nello stesso fine settimana si disputarono le finali di Champions Cup e Challenge Cup 2017-18.

## Squadre partecipanti

### Gruppo A
- Heidelberg RK
- Rovigo
- Timişoara
- Viadana

### Gruppo B
- Batumi
- Calvisano
- CDU Lisbona
- Petrarca  (Padova)

### Qualificate dall'edizione precedente
- Enisej-STM (Krasnojarsk)
- Krasnyj Jar (Krasnojarsk)

## Fase a gironi

### Risultati
|                  | Risultati                |       |
| ---------------- | ------------------------ | ----- |
| 14 ottobre 2017  | Timişoara — Petrarca     | 29-25 |
| 14 ottobre 2017  | Rovigo — Batumi          | 31-27 |
| 14 ottobre 2017  | Viadana — CDU Lisbona    | 14-19 |
| 14 ottobre 2017  | Heidelberg — Calvisano   | 23-19 |
| 21 ottobre 2017  | Batumi — Heidelberg      | 33-16 |
| 21 ottobre 2017  | Petrarca — Rovigo        | 18-13 |
| 21 ottobre 2017  | Calvisano — Viadana      | 41-14 |
| 21 ottobre 2017  | CDU Lisbona — Timişoara  | 10-45 |
| 9 dicembre 2017  | Timişoara — Calvisano    | 15-13 |
| 9 dicembre 2017  | Heidelberg — Petrarca    | 19-15 |
| 9 dicembre 2017  | Viadana — Batumi         | 31-27 |
| 9 dicembre 2017  | Rovigo - CDU Lisbona     | 45-7  |
| 16 dicembre 2017 | Batumi — Timişoara       | 20-17 |
| 16 dicembre 2017 | Petrarca — Viadana       | 41-7  |
| 16 dicembre 2017 | Calvisano — Rovigo       | 34-0  |
| 16 dicembre 2017 | CDU Lisbona — Heidelberg | 7-38  |

#### Classifica gruppo A
|  |    | Squadra       | G | V | N | P | PF  | PS  | P±  | B | Pt |
|  | -- | ------------- | - | - | - | - | --- | --- | --- | - | -- |
|  | 1. | Timişoara     | 4 | 3 | 0 | 1 | 106 | 68  | 38  | 2 | 14 |
|  | 2. | Heidelberg RK | 4 | 3 | 0 | 1 | 96  | 74  | 22  | 1 | 13 |
|  | 3. | Rovigo        | 4 | 2 | 0 | 2 | 89  | 86  | 3   | 3 | 11 |
|  | 4. | Viadana       | 4 | 1 | 0 | 3 | 66  | 128 | −62 | 2 | 6  |

#### Classifica Pool B
|  |    | Squadra     | G | V | N | P | PF  | PS  | P±  | B | Pt |
|  | -- | ----------- | - | - | - | - | --- | --- | --- | - | -- |
|  | 1. | Calvisano   | 4 | 2 | 0 | 2 | 107 | 52  | 55  | 4 | 12 |
|  | 2. | Batumi      | 4 | 2 | 0 | 2 | 107 | 95  | 12  | 4 | 12 |
|  | 3. | Petrarca    | 4 | 2 | 0 | 2 | 99  | 68  | 31  | 3 | 11 |
|  | 4. | CDU Lisbona | 4 | 1 | 0 | 3 | 43  | 142 | −99 | 0 | 4  |

## Fase aplay-off

### Barragequalificate ai gironi
| Arbitro: | Sam Grove-White |

|                     |      |             |
|                     | mt   | 50’ Rădoi   |
| Kobakhidze 36’, 58’ | c.p. | 75’ Conache |
|                     | drop | 33’ Rose    |

| Arbitro: | Keith Allen |

|                                  |      |                                                  |
| Schulte 54’, 60’, 67’ Liebig 76’ | mt   | 31’ Susio 61’ Zdrilich 79’ Novillo 80+2’ Casilio |
| Parkinson 54’, 60’, 67’, 76’     | tr   | 31’, 79’, 80+2’ Novillo                          |
| Parkinson 18’, 40’               | c.p. | 8’ Novillo                                       |

| Arbitro: | Andrea Piardi |

|                                       |      |                              |
| Lemnaru 8’ Poparlan 37’ Drenceanu 59’ | mt   | 35’ Gogitidze 49’ Putkaradze |
|                                       | tr   | 50’ Kobakhidze               |
| Manumua 28’ Conache 73’               | c.p. |                              |

| Arbitro: | Iñigo Atorrasagasti |

|                  |      |                                     |
| Dal Zilio 79’    | mt   | 16’ Liebig                          |
| Mortali 79’      | tr   |                                     |
| Mortali 31’, 43’ | c.p. | 19’, 31’, 46’ Parkinson 44’ Coetzee |

#### Semifinali
| Arbitro: | Nika Amashukeli |

|                                  |      |                   |
| Manumua Popârlan Fonovai Lemnaru | mt   | Fisi'ihoi Coetzee |
| Rose (3)                         | tr   | Parkinson (2)     |
|                                  | c.p. | Parkinson (2)     |

| Arbitro: | Mike Adamson |

|                                                                               |      |                                      |
| Morozov 15’ Torres Giliberti 21’ Budyčenko 44’ Gačečiladze 51’ Kušnarëv 80+1’ | mt   | 34’ Pruidze 43’ Latu 70’ Matiashvili |
| Kušnarëv 15’, 21’, 44’, 51’, 80+1’                                            | tr   | 34’, 70’ Malaguradze                 |
| Kušnarëv 7’, 29’, 39’, 67’                                                    | c.p. | 14’ Malaguradze                      |

| Arbitro: | David Wilkinson |

|                                   |      |                            |
| Poppmeier 21’ Mathurin 28’        | mt   | 62’ Simionescu 70’ Stewart |
| Parkinson 28’                     | tr   | 70’ Rose                   |
| Parkinson 33’, 39’, 44’, 49’, 72’ | c.p. | 26’ Rose                   |

| Arbitro: | Thomas Charabas |

|                                        |      |                                      |
| Čaban 25’ Latu 33’, 49’ Fukofuka 40+3’ | mt   | 23’ Gajsin 53’ Morozov 57’ Krasilnyk |
| Mathiashvili 27’, 40+3’, 49’           | tr   | 23’, 53’, 57’ Kušnarëv               |
|                                        | c.p. | 16’, 80+2’ Kušnarëv                  |

#### Finale
| Arbitro: | Ben Whitehouse |

|                                |      |                          |
| Orlov 25’ Saulīte 47’ Owen 49’ | mt   | 67’ Ferreira 71’ Schulte |
| Kušnarëv 25’, 47’, 49’         | tr   | 67’, 71’ Parkinson       |
| Kušnarëv 40’                   | c.p. | 6’, 35’ Parkinson        |